# Ordre du Nouveau-Brunswick
L’Ordre du Nouveau-Brunswick, établi en décembre 2000, est la plus haute distinction honorifique de la province canadienne du Nouveau-Brunswick. Il vise à reconnaître les particuliers qui ont fait preuve d'excellence, qui ont accompli des réalisations peu communes et qui ont contribué de façon exceptionnelle au mieux-être de la province et de sa population sur le plan social, culturel ou économique.
Un maximum de cinq personnes peuvent être nommées chaque année. Tous les candidats doivent être citoyens canadiens et avoir habité longtemps au Nouveau-Brunswick. Les représentants élus siégeant à l'Assemblée législative du Nouveau-Brunswick ou à la Chambre des communes, les membres du Sénat et les juges de tous les tribunaux ne sont pas admissibles. L'Ordre du Nouveau-Brunswick peut exceptionnellement être attribué à titre posthume. 
Le Conseil consultatif de l’Ordre du Nouveau-Brunswick, un groupe indépendant, examine chaque année toutes les candidatures reçues et fait des recommandations quant aux personnes qui seront nommées membres de l'Ordre. 
Au conseil consultatif siègent les personnes suivantes : 
- Le président, nommé par le conseil exécutif;
- Le juge en chef de la Cour provinciale du Nouveau-Brunswick (en alternance avec le juge en chef de la Cour du banc du Roi);
- Le greffier du conseil exécutif;
- Le recteur d’une université recevant une aide financière du gouvernement provincial ;
- De trois à cinq membres de la communauté nommés par le conseil exécutif.

La médaille a la forme d'une violette cucullée (l'emblème floral de la province) stylisée, ornée du blason des armoiries provinciales et surmontée d'une couronne. Les récipiendaires reçoivent également une épinglette et un certificat. Les membres de l'Ordre sont autorisés à utiliser les initiales O.N.-B. à la suite de leur nom. La médaille est remise par le lieutenant-gouverneur du Nouveau-Brunswick, en sa qualité de chancelier de l'Ordre du Nouveau-Brunswick, et le premier ministre de la province.

## Liste des récipiendaires
Liste complète des récipiendaires issue du site officiel du gouvernement du Nouveau-Brunswick.

### 2002
- Réal Boudreau
- Molly Lamb Bobak
- Nancy Grant
- Richard Bennett Hatfield
- Guy LeBlanc
- Harrison McCain
- Louis J. Robichaud
- Claude Roussel
- James A. Stewart
- Hélène Aurélie Roy

### 2003
- Mathieu Duguay
- Clifton Furrow
- Claude Gauvin
- Kenneth Colin Irving (à titre posthume)
- Ludmila Knezkova-Hussey
- Wallace McCain
- Corrine Pichette

### 2004
- Paul Boucher
- Fred Cogswell (à titre posthume)
- Roland Maurice
- Frank McKenna
- Frederick Moar
- Matilda Murdoch
- Linna O'Hara
- Brenda Robertson
- Gérard Saint-Cyr

### 2005
- Gordon Fairweather
- William Gale
- Margaret LaBillois
- Roméo LeBlanc
- Antonine Maillet
- Mary Majka
- Daniel O'Brien (recteur)
- Willie O'Ree
- Jeannette Pelletier
- David Adams Richards

### 2006
- Richard Gorham
- Joyce Hudson
- Audrey Ingalls
- Martin J. Légère
- John W. Meagher
- Arthur John Motyer
- Robert Pichette
- Benedict Pothier
- Jean-Claude Savoie

### 2007
- Susan Butler
- Audrey Côté St-Onge
- Angelo Di Carlo
- Stephen Hart (médecin)
- Mohan Iype
- Linda LeBlanc
- Viola Léger
- Bernard Lord
- Joseph Allan MacDonald
- George Piers

### 2008
- Marshall Burton
- Bernard Imbeault
- James Irving
- George MacBeath
- Peter MacDonald (Nouveau-Brunswick)
- Marguerite Maillet
- Dorothy Rosevear
- Fred Ross
- Eldred Savoie
- Marianna Stack

### 2009
- Frederick Beairsto
- Claudette Bradshaw
- Elphège Chiasson
- Thomas J. Condon
- Flora Dell
- Shirley Downey
- Bertrand Johnson
- John McLaughlin (recteur)
- Wendy Nielsen
- Clare Whelton-McCain

### 2010
- Dawn Arnold
- Wayne Brown (Malécite)
- Pamela Coates
- Reuben Cohen
- Everard Daigle
- Gérard Haché
- Gérard Losier
- Susan Rickards
- Zoël Saulnier
- Ruth Stanley

### 2011
- Max Aitken
- Marjorie Cockburn
- Patrick Darrah
- Robert Frenette
- Satya Paul Handa
- Jacques LaForge
- Gilmond Larocque
- Léo-Paul Pinet
- Jessica Ryan
- Donald Savoie

### 2012
- Calixte Duguay
- Raymond Fraser
- Cindy Hewitt
- Arthur Irving
- Audrey Lampert
- Raymond Lagacé
- Salem Masry
- Philip Sexsmith
- Ann-Marie Tingley
- Ronald Turcotte

### 2013
- Joanna Bernard
- Édith Butler
- Alida Clément
- Eugène Durette
- Dana Hanson
- Jean Irving
- Freeman Patterson
- Gerry Pond
- Lionel Poitras
- Gordon Porter

### 2014
- Roger Augustine
- Wayne Curtis
- Lorraine Diotte
- Roxanne Fairweather
- Ivan Hicks
- Himanshu Kumar Mukherjee
- Guy A. Richard
- Cheryl Robertson
- Claude Snow
- Roch Voisine

### 2015
- Camille Normand Albert
- Arleen Brawley
- Gary Peter Gould
- Brent Hawkes
- Thaddeus Holownia
- Carol Loughrey
- Adèle Morin
- Réjean Thomas
- Marlene Unger
- Kevin Michael Vickers

### 2016
- Kenneth Barlow
- John P. Barry
- Judith Chernin Budovitch
- Phil Comeau
- Gérard Friolet
- Abraham Gesner
- Nancy Hartling
- Deborah Lyons
- Jean-Guy Rioux
- Sheldon H. Rubin

### 2017
- Measha Brueggergosman
- Normand Caissie
- Susan Chalmers-Gauvin
- Erminie J. Cohen
- Richard J. Currie
- Raimo (Ray) Kokkonen
- Donat Lacroix
- Michael Perley
- Léopold Thériault
- Jacqueline Webster

### 2018
- Judy Astle
- Charles Bernard
- Roberta Dugas
- Louise Imbeault
- Gaetan Lanteigne
- Walter John Learning
- James Lockyer
- Rebecca « Becca » Schofield (à titre posthume)
- Ed et Eke van Oorschot
- Eileen Wallace

### 2019
- Patricia Bernard
- Héliodore Côté
- Michel Doucet
- Léo Johnson
- Lois Scott
- Robyn Tingley
- Abraham Beverley Walker (à titre posthume)
- James “Jim” Wilson
- Claire Wilt
- John Wood

### 2020
- Rachel Lillian Burgess
- Deborah A. Craig
- Alex Dedam
- Dennis Furlong (à titre posthume)
- Georges Henri Goguen
- Alida Léveillé-Brown
- Kenneth Pike
- Susan Reid
- Brent Staeben

### 2021
- Wesley Armour
- Edward Barrett
- Armand Caron
- David Christie
- Madeleine Dubé
- Huberte Gautreau
- Constantine Passaris
- La Dre Jennifer Russell
- Ralph Thomas
- Elizabeth Weir

### 2022
- Jean-Claude Basque
- Cecile Cassista
- Randy Dickinson
- Penny Ericson
- Aurèle Ferlatte (à titre posthume)
- Lucinda Flemer
- Sandra Irving
- Larry Nelson
- Valois Robichaud
- Robert Sylliboy

### 2023
- Catherine Akagi
- J.W. Bud Bird
- Isabelle McKee-Allain
- Joanne E. McLeod
- Bernard Poirier

### 2024
- Kassim Doumbia
- Carmen Gibbs
- Robert K. Irving
- John Leroux
- Karen O. Taylor